# Aphthartodocétisme
L’aphthartodocétisme est une doctrine apparue au début du VIe siècle enseignant l’incorruptibilité (sens de aphthartos en grec) du corps du Christ avant sa résurrection.
Cette doctrine christologique a connu son heure de gloire sous Justinien, qui, d'après le De sectis attribué à Léonce de Byzance, aurait fini par y adhérer. Elle consiste à dire que le corps du Christ étant inséparable de sa divinité (selon un point de vue propre à Cyrille d'Alexandrie et au monophysisme), il n'a pas pu lui-même, de par sa nature propre, s'altérer dans la mort ni même souffrir, Dieu n'étant pas sujet à la corruption de la matière.
Elle a été formulée par Julien d'Halicarnasse, d'où le nom de Julianistes donné parfois à ses partisans. On les appelle aussi Phantasiastes (les souffrances du Christ, quoique réelles, sont apparentes, elles ne sont pas dues à sa nature mais à sa volonté) et Gaianites (du nom du premier évêque de l'Église dissidente, qui a essaimé principalement dans le monde syriaque).
Justinien y adhéra à la fin de sa vie, et la consacra par un édit de janvier 565. Il s'aliéna ainsi tout le clergé orthodoxe et fit déposer et exiler le patriarche de Constantinople Eutychius.
En fait, l'interprétation exacte de cette doctrine, connue essentiellement par les dénonciations de ses adversaires, qui peut-être la caricaturaient, est incertaine: présentée comme une forme extrême de monophysisme, elle semble pourtant en avoir séduit beaucoup dans les milieux dyophysites. Il semble que l'« incorruptibilité » du corps du Christ pendant sa vie terrestre ait pu être interprétée comme celle du corps d'Adam avant le péché originel, et ainsi signifier simplement que le Christ est exempt de ce péché, sans remettre en cause sa consubstantialité avec les hommes.